# 송산도서관
송산도서관은 경기도 화성시에 있는 시립 도서관이다.

## 연혁
- 2012년 6월 12일 송산도서관 개관
- 2012년 11월 1일 화성시문화재단 위탁
- 2013년 1월 31일 도서관 속 미술관 구축
- 2013년 3월 12일 영어교실 개관

## 시설현황
- F4 카페테리아
- F3 학생열람실, 일반열람실, 사무실, 고객상담실
- F2 종합자료실, 전자정보자료실
- F1 다목적강당, 어린이자료실, 영어교실, 문화교실, 실버자료실
- B1 보존서고(23,450권), 방재실 및 경비실, 기계실, 전기실, 조수조

## 이용 안내
이용 시간
휴관일
- 매월 첫 번째 월요일
- 법정공휴일
- 재단창립기념일
- 장서점검 등 특별한 사유로 관장이 정하는 날